# Zbigniew (Polen)
Zbigniew (* um 1070; † 1112) war der älteste Sohn Władysław I. Herman aus der ersten Ehe mit einer Frau aus Pommern. Er war Herzog von Polen in Großpolen, Kujawien und Masowien aus der Dynastie der Piasten.

## Leben
Er wurde um 1070 als erster Sohn Herzog Władysławs von Polen geboren und war älterer Halbbruder Herzog Bolesław III. Schiefmund. Da die Ehe seiner Eltern nach dem slawischen Ritus geschlossen wurde, galt sie für die katholische Kirche laut der Anhänger Boleslaw III. als nichtig und Zbigniew damit als unehelich. Jedoch wurden kirchliche Ehen in Polen erst in späteren Jahren vorgeschrieben. Im Gegensatz zur starken Persönlichkeit seines Bruders galt er als bescheiden und willenschwach und setzte eher auf Diplomatie, anstatt kriegerische Auseinandersetzungen.
Auf Drängen der zweiten Frau Herzog Władysławs (und Mutter Bolesławs) wurde er 1087 enterbt und zum Kloster in Quedlinburg geschickt. 1090 wurde Pommern angegriffen und Teile kurzfristig erobert. Als sich 1092 Widerstand gegen den Herrscher erhob, wurde Zbigniew aus dem Kloster entführt und nach Schlesien gebracht. 1096 wurde er vom Vater legitimiert und zum Thronfolger ernannt. Er erhielt die Provinz Schlesien, die er aber rasch durch seinen Bruder Bolesław entfesselten Krieg gegen ihn, in welchem Zbigniew unterlag und in Gefangenschaft von Palatin Sieciech geriet, wieder verlor. Durch die Intervention der Kirche und des Adels wurde er 1097 befreit und zwang zusammen mit seinem Bruder 1099 den Vater eine Teilung Polens zwischen den Brüdern zu verkünden, wobei Zbigniew Großpolen und Kujawien, Boleslaw Schlesien mit Kleinpolen erhielt.
Nach dem Tode des Vaters im Jahre 1102 kam auch das Herzogtum Masowien dazu. Die Beziehungen zwischen den Brüdern waren sehr angespannt. Eroberungsversuche Pommerns gingen auch unter Boleslaw III. weiter. Zbigniews Gebiet war den Pommern benachbart und er wollte gute Verhältnisse mit ihnen einhalten. Jedoch hatten die Angriffe Boleslaws zur Folge, dass die Pommern bei Gegenmaßnahmen zuerst in sein Gebiet kamen. Bereits 1106 musste Zbigniew die Lehnsherrschaft Bolesławs anerkennen. Er wurde 1107 ganz aus Polen vertrieben und flüchtete zum Kaiser Heinrich V.
Im Jahre 1109, während des polnisch-böhmischen Krieges, unternahm dieser einen Feldzug gegen Polen, der mit der Niederlage des deutschen Heeres bei Hundsfeld unweit Breslau endete. Der polnisch-böhmische Friedensschluss 1111 ermöglichte die Versöhnung zwischen den Brüdern und seine Rückkehr nach Polen. Er wurde jedoch von Bolesław des Staatsverrats (Umsturzversuch) angeklagt, gefangengesetzt und geblendet. Zbigniew starb kurz darauf im Gefängnis. Nach seinem Tod tat Bolesław eine öffentliche Buße im mittelalterlichen Stil, wodurch er seinen Thron als Alleinherrscher behalten konnte.